# Alfredo Rodríguez (Pianist, 1985)

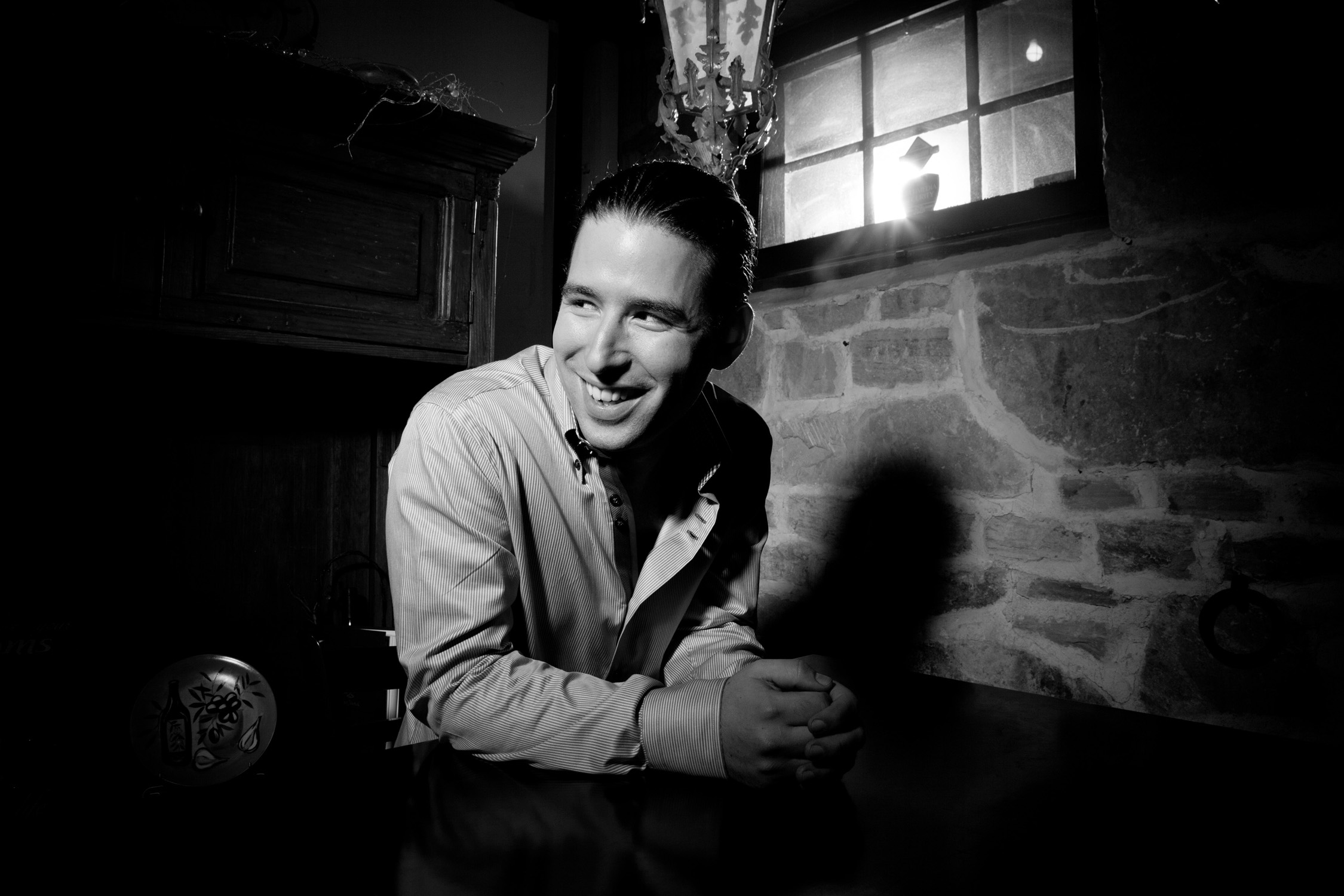
Alfredo Rodriguez (2011)

Alfredo Rodríguez Salicio (* 7. Oktober 1985 in Havanna) ist ein kubanischer Jazzmusiker (Piano, Komposition), der in seinem Spiel sowohl Einflüsse der klassischen Musik als auch Einflüsse der kubanischen Folklore verarbeitet.

## Leben und Wirken
Rodríguez, dessen Vater Sänger und Komponist romantischer Lieder ist, studierte klassisches Klavier am Manuel-Saumell-Konservatorium, dann am Musikkonservatorium Amadeo Roldán sowie am Instituto Superior de Arte, alle in Havanna. Sein Interesse am Jazz wurde durch den jährlichen JoJazz-Wettbewerb für junge Jazzmusiker angeregt, bei dem er 2003 eine lobende Erwähnung erhielt. 2006 konnte Rodríguez beim Wettbewerb des Montreux Jazz Festival auftreten, wo Quincy Jones auf ihn aufmerksam wurde, der seine CDs produzierte. 2007 gründete er sein erstes Trio mit Gastón Joya (Kontrabass) und Michael Olivera (Schlagzeug). 2009 migrierte er in die USA, um dort seine weitere Karriere zu verfolgen.
Rodríguez trat mit Musikern wie Wayne Shorter, Herbie Hancock, Patti Austin, James Ingram, McCoy Tyner, Esperanza Spalding, Richard Bona und Lionel Loueke auf. Mit seiner eigenen Gruppe legte er seit 2012 vier Alben vor und konzertierte international auf Festivals wie dem Detroit Jazz Festival, Monterey Jazz Festival, Newport Jazz Festival, San Francisco Jazz Festival, Jazz à Vienne, North Sea Jazz Festival, Umbria Jazz oder Enjoy Jazz.

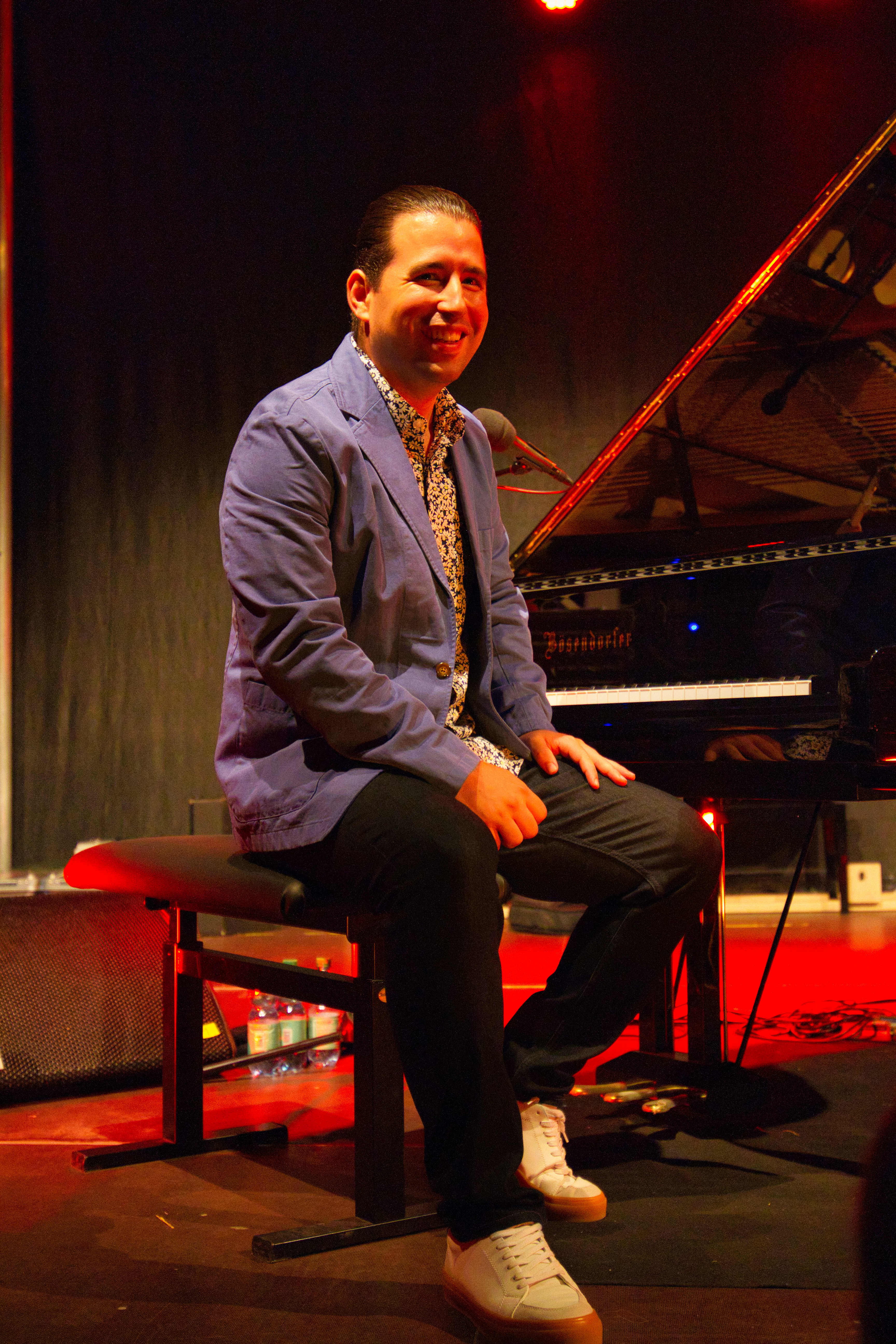
Alfredo Rodriguez auf dem INNtöne Jazzfestival (2022)

Gemeinsam mit Jones, Tan Dun und Siedah Garrett komponierte Rodríguez die Hymne Better City, Better Life, die das offizielle Lied der Expo 2010 war. 2015 erhielt er eine Grammynominierung für das beste Instrumental-Arrangement für „Guantanamera“.

## Diskographische Hinweise
- Sounds of Space (Kwest 2012)
- The Invasion Parade (Mack Avenue Records 2014, mit Peter Slavov, Henry Cole, sowie Román Filiú, Billy Carrion, Javier Porta)
- Tocororo (Mack Avenue Records 2016, mit Ibrahim Maalouf, Antonio Lizana, Richard Bona, Ibeyi, Ganavya)
- The Little Dream (Mack Avenue Records 2018, mit Munir Hossn, Michael Olivera)[4]
- Alfredo Rodríguez & Pedrito Martínez: Duologue (Mack Avenue Records 2019)[5]
- Alfredo Rodríguez / Monir Hossn: Que Sera (Mack Avenue Records, 2021)
- Coral Way (Mack Avenue, 2023)

## Einzeleinträge
1. ↑  Wolfgang Giese Besprechung Alfredo Rodriguez / Pedrito Martinez: Duologue
2. ↑  Ernesto Vega and Luis Gonzalez Kings of JoJazz Festival (worldmusiccentral.org)
3. ↑  Eintrag (Grammy.com)
4. ↑  Besprechung (JazzTime)
5. ↑  Besprechung (Wall Street Journal)

| Personendaten    | Personendaten                                |
| ---------------- | -------------------------------------------- |
| NAME             | Rodríguez, Alfredo                           |
| ALTERNATIVNAMEN  | Rodríguez Salicio, Alfredo                   |
| KURZBESCHREIBUNG | kubanischer Jazzmusiker (Piano, Komposition) |
| GEBURTSDATUM     | 7. Oktober 1985                              |
| GEBURTSORT       | Havanna                                      |